# Taxidiinae
Taxidiinae je skupina tří rodů severoamerických jezevců. V rámci čeledi lasicovitých (Mustelidae) tvoří zvláštní podčeleď, nejsou tedy nijak zvlášť příbuzní ostatním jezevcům. Je znám jediný žijící druh – jezevec americký (Taxidea taxus).